# Sông Mur
Mur (phát âm tiếng Đức: [ˈmuːɐ̯] ⓘ) hay Mura (phát âm tiếng Slovene: [ˈmúːɾa]; phát âm tiếng Serbia-Croatia: [mǔːra]; tiếng Hungary: [ˈmurɒ]; Prekmurje Slovene: Müra or Möra) là một con sông ở Trung Âu bắt ngưồn từ vườn quốc gia Hohe Tauern ở Đông Trung bộ Alps ở Áo với đầu nguồn cao 1898 m trên mực nước biển. Đây là một chi lưu của sông Drava và sau đó sông này chảy vào Danube.
Tổng chiều dài của sông Mur là khoảng 464 km.  Khoảng 326 km nằm trong nội địa của Áo; 95 km chảy trong và quanh Slovenia (67 km dọc biên giới với Áo và Croatia, 28 km bên trong Slovenia), và phần còn lại tạo thành biên giới giữa Croatia và Hungary. Thành phố lớn nhất trên sông là Graz, Áo. Lưu vực thoát nước của nó có diện tích 14.109 km2 (5.448 dặm vuông Anh).
Chi lưu sông Mur bao gồm Mürz, Sulm, Ščavnica, Ledava và Trnava.

## Thư viện ảnh

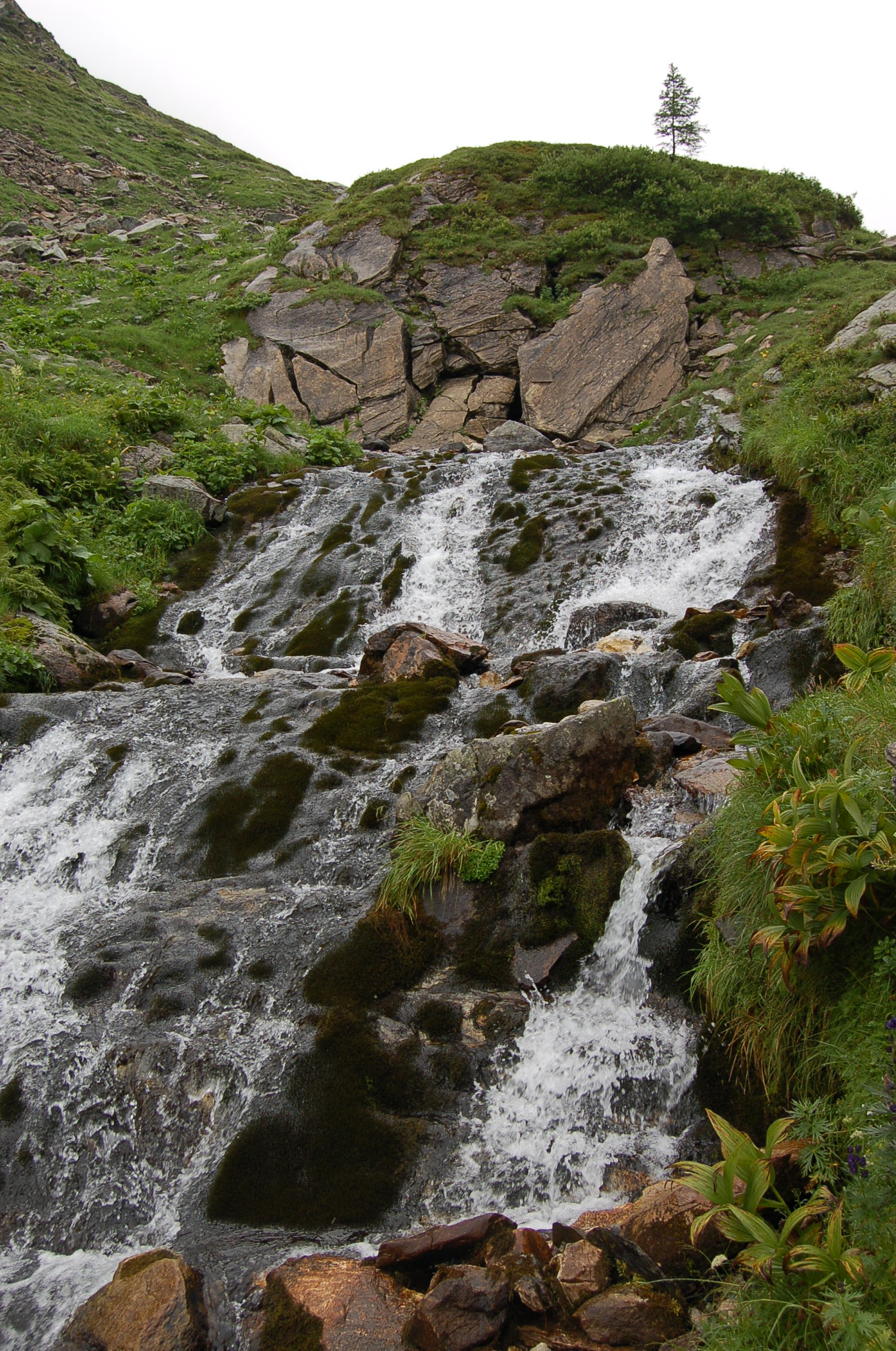
Nguồn sông Mur (Murursprung) ở nhóm Ankogel ở Tauern Cao
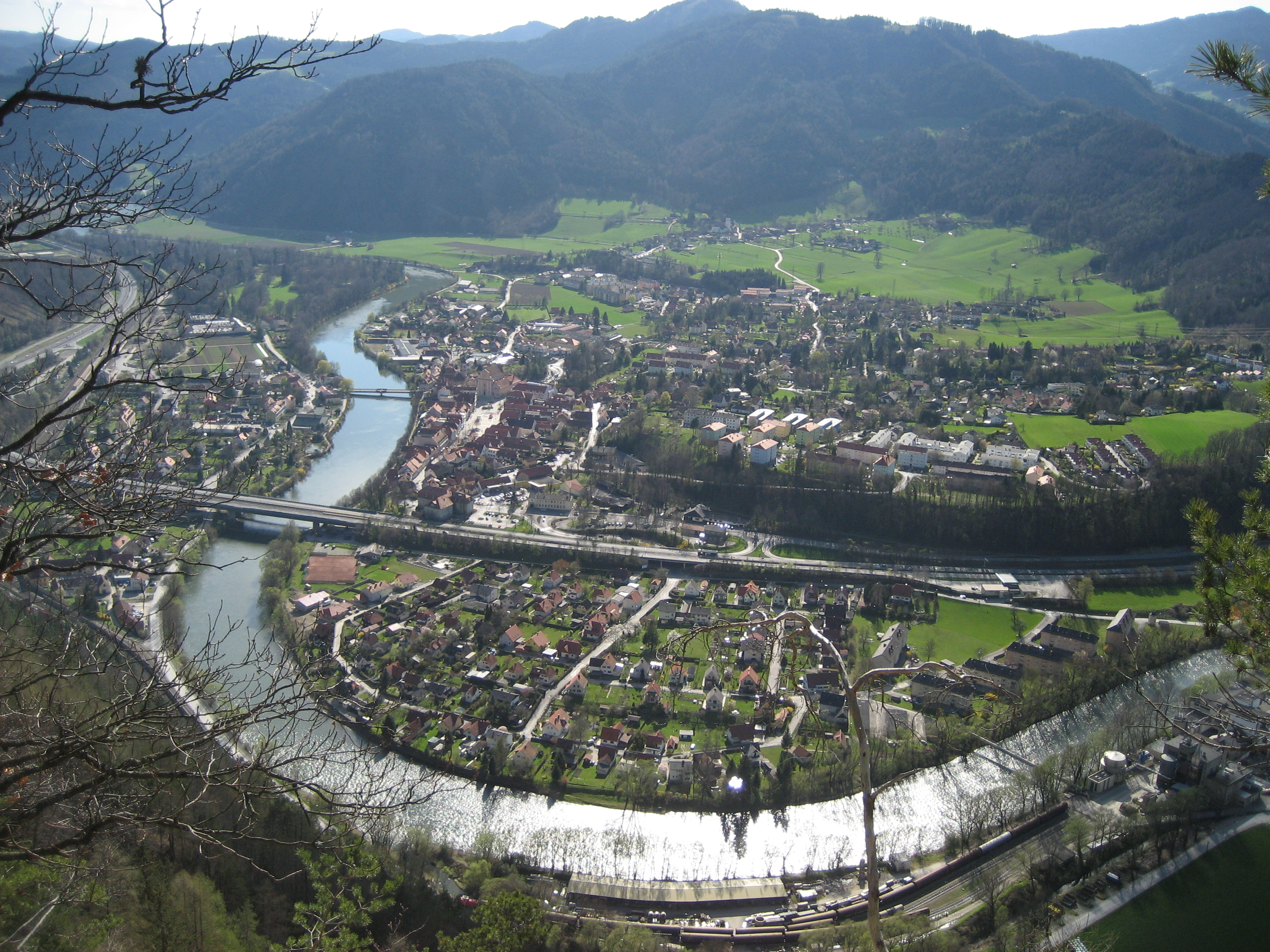
Sông Mur chảy qua Frohnleiten
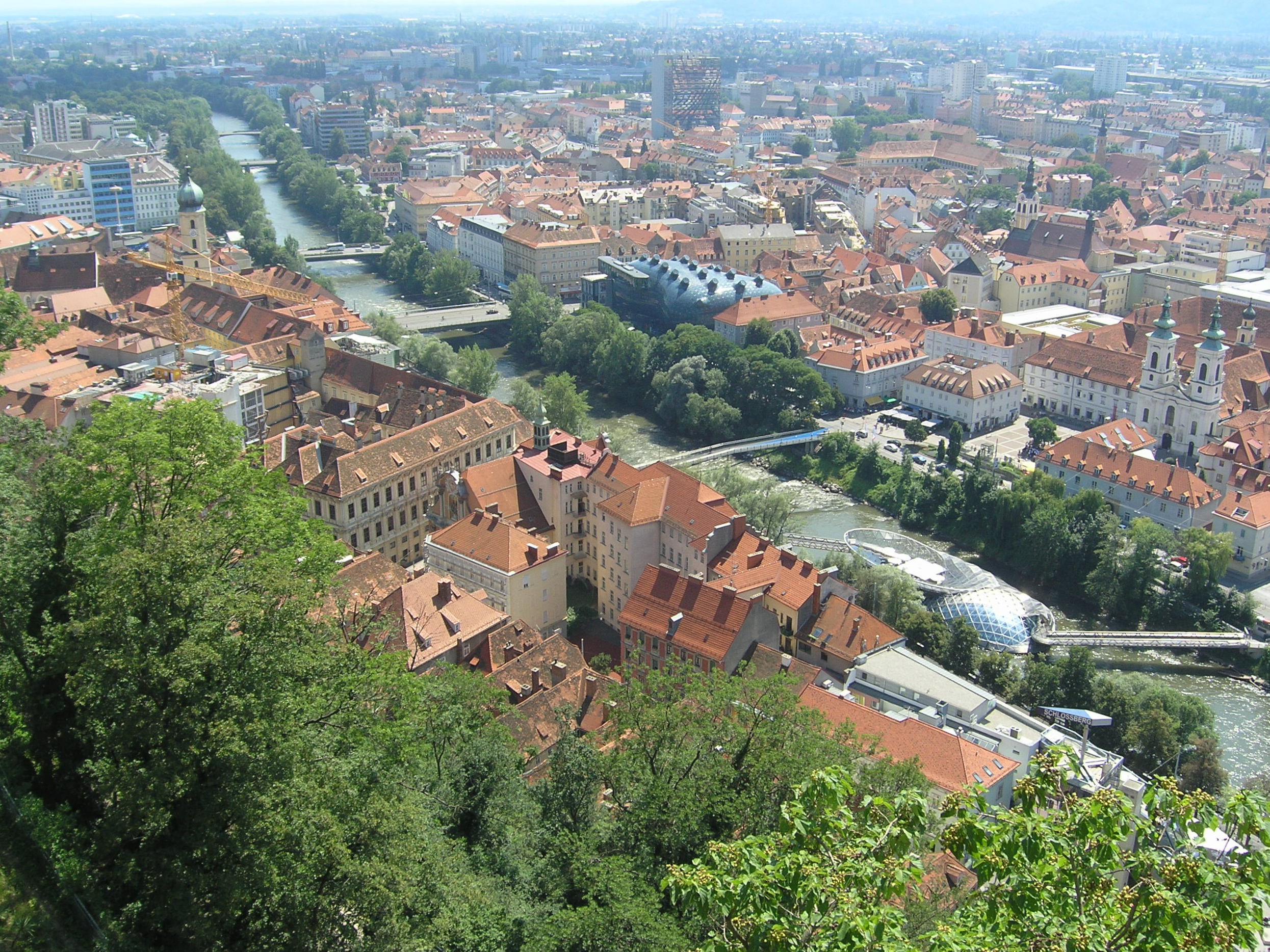
Sông Mur ở Graz, nhìn từ Schlossberg (hướng tây nam)
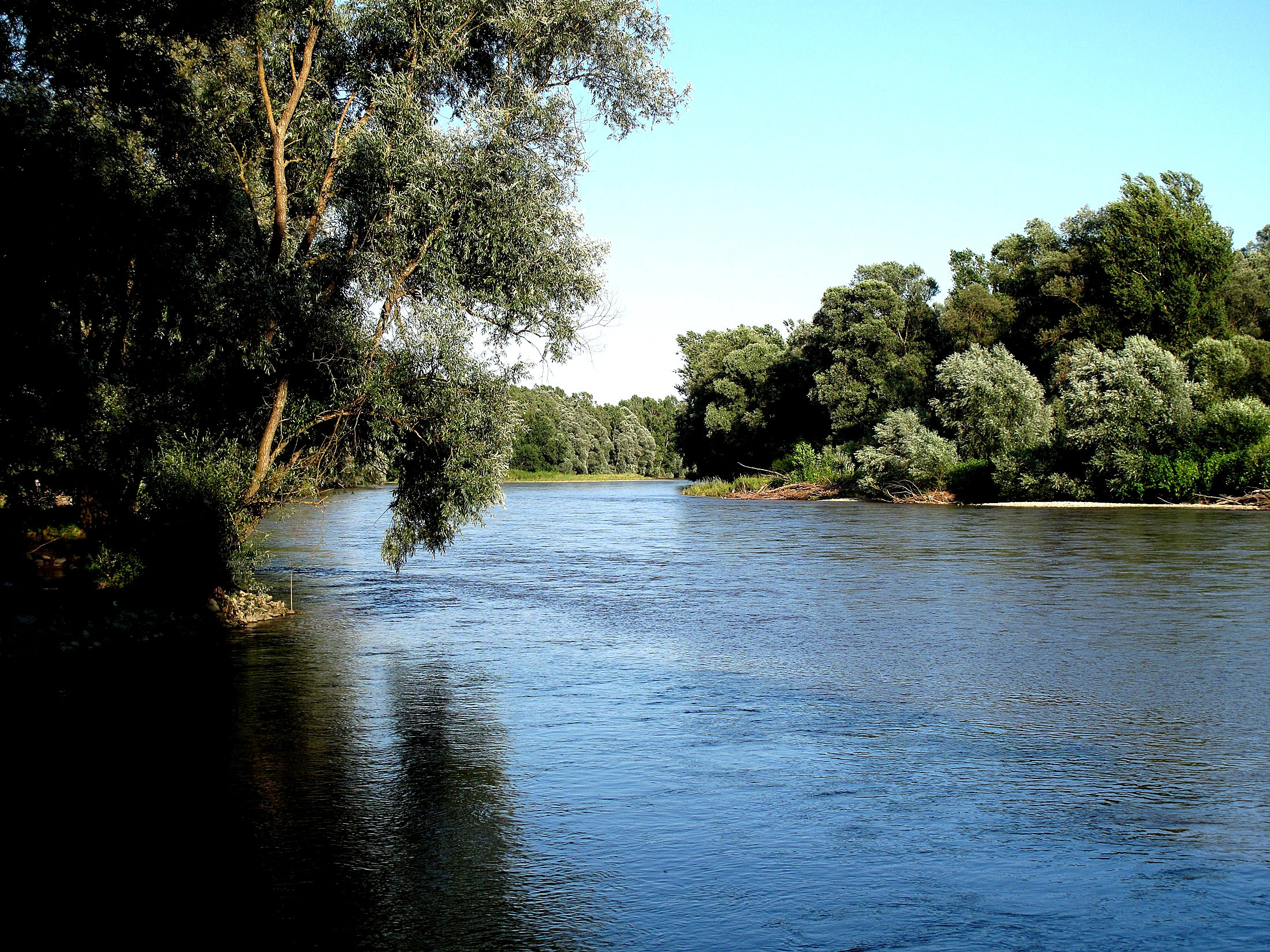
Sông Mur ở Slovenia
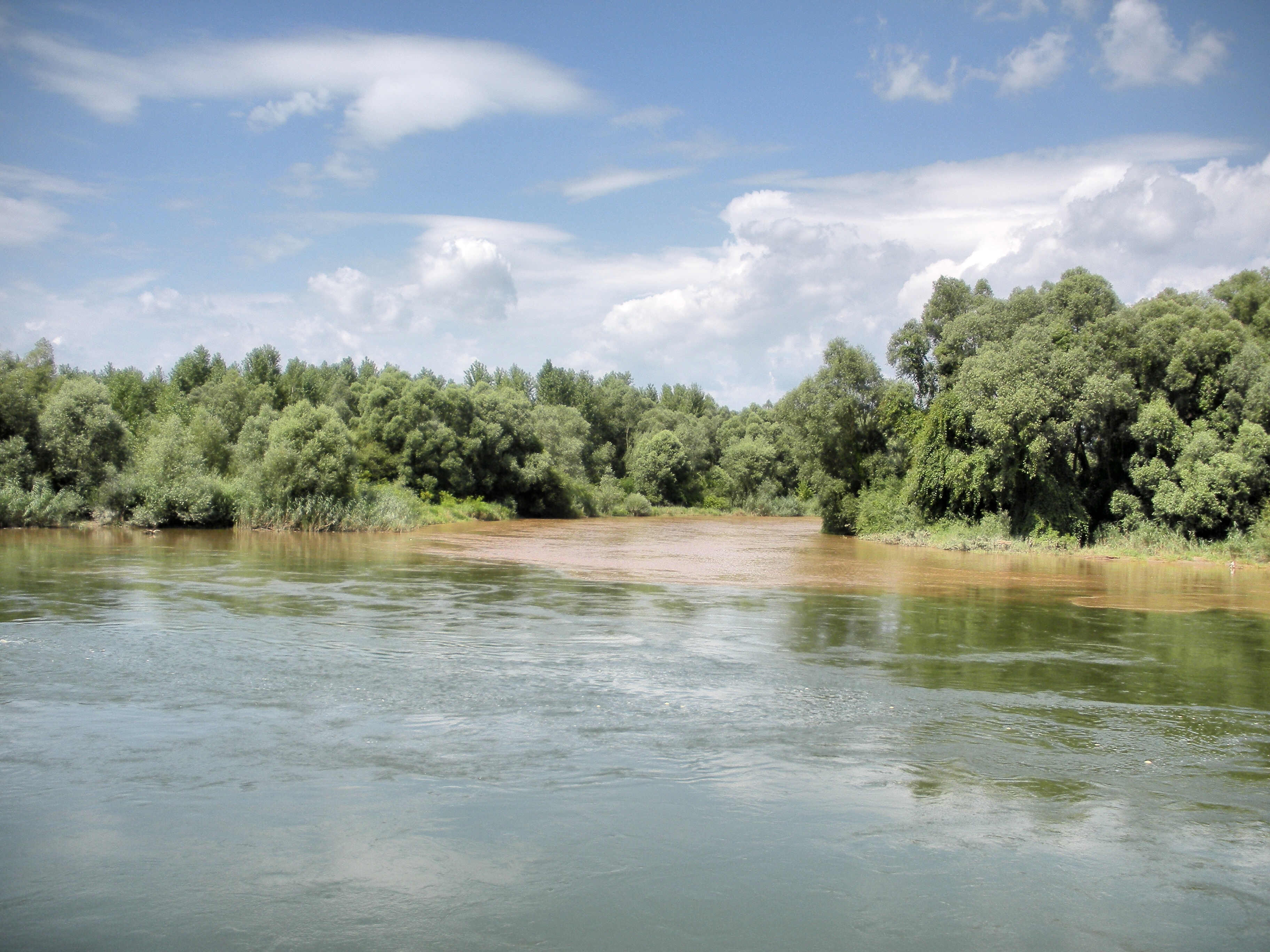
Hợp lưu với sông Drava và sông Mura gần Legrad, Croatia